# 金勝源
金勝源（：／ Kim Seung-won，1969年7月8日—），大韓民國自由派政治人物，第21屆國會議員。